# Snowbound
Pour plus de détails, voir Fiche technique et Distribution.
Pour le cheval, voir Snowbound (cheval).
Pour l'oeuvre de Bram Stoker, voir Snowbound (Une nuit dans la tempête).
Snowbound est un film américain de Ruben Preuss sorti en 2001

## Synopsis
Liz est harcelée par son ex-mari. Elle annonce à sa collègue et meilleure amie, Barbara son intention de se retirer quelques jours dans un chalet de montagne. Son amie lui propose de l'accompagner, ce qu'elle accepte. Avant le voyage, Liz s'en va visiter son coffre à la banque et l'on découvre qu'elle a dans une mallette une importante somme d'argent et un revolver. Pendant le voyage vers le chalet, les deux amies semblent suivies par un étrange individu. Arrivé sur place, les deux amies sont vite bloquées par une tempête de neige. Barbara s'en allant faire des courses à l'épicerie du coin est importunée par un inconnu. 
Les deux femmes se barricadent et s'emparent d'une carabine exposé dans une vitrine de la location. Liz annonce alors à son amie qu'elle a tendu un piège à son ex-mari et qu'elle l'attend pour s'en débarrasser. Une bagarre s'ensuit. Le mari menace Barbara. Liz le tue avec son revolver, mais un complice masqué survient et tue Liz. Barbara s'enfuit et appelle au secours son petit ami Gunnar, qui lui avait dit travailler pas très loin. On apprend alors que Gunnar est en fait le complice masqué et qu'un seul but l'anime : récupérer la mallette. Après une course poursuite en voiture, Barbara parviendra à faire exploser la voiture de Gunnar. En reprenant ses activités, elle se fait porter le courrier de Liz et découvre une enveloppe avec une clé, celle du coffre de sa banque. 
Elle s'y rend et le film se termine ainsi.

## Fiche technique
- Titre original : Snowbound
- Titre alternatif : Tempête de neige
- Réalisateur : Ruben Preuss
- Scénario : George Ferris
- Monique : Ron Sures
- Photographie : Brian Whittred
- Genre : Thriller
- Date de sortie : 
  - États-Unis : 10 décembre 2001
- Durée : 93 minutes

## Distribution
- Erika Eleniak : Barbara Tate
- Monika Schnarre : Liz Bartlett
- Peter Dobson : Gunnar Davis
- Jann Arden : Sarah Hotchkiss
- Bill Mondy : Wiley